# Patrubány Lukács
Patrubány Lukács (Erzsébetváros, 1861. január 23. – Budapest, 1926. június 1.) nyelvész, az örménység kutatója.

## Családja
Az erdélyi örmény Patrubán / Csoribán (eredeti név: ch’vors 'չորս') család leszármazottja.  
Szülei: Patrubány János és Ötvös Veronika voltak. Egyetemi tanulmányait Budapesten végezte el; 1884-ben tanári és bölcsészdoktori oklevelet nyert. 
Dr. Patrubány Gergely rokona.

## Életpályája
1882-től közel 30 évig a budapesti polgári iskolákban volt tanár. 1884-1907 között a Medve Utcai Polgári Iskolában a német és magyar nyelvet tanította.1900-ban az örmény nyelvből és irodalomból magántanárrá képesítették.
Tanulmányai, nyelvészeti dolgozatai külföldi örmény folyóiratokban és a magyar Armeniában jelentek meg, itt közölte örmény nyelvű költeményeit is. Szerkesztette a Sprachwissenschaftliche Abhandlungen című szakfolyóiratot is. 
1895. június 16-án Budapesten, a Kálvin téri református templomban feleségül vette Szente Ilonát.

## Művei
- A "magyar" név eredete (Budapest, 1883)
- Örmény tanulmányok (Budapest, 1884)
- Beiträge zur Armenischen Ethymologie (Budapest, 1897)